# 傑夫·阿魯
傑夫·阿魯（Jeff T. Alu，1966年1月1日—）是一位美國音樂家、攝影師、平面藝術家和業餘天文學家，曾參與帕洛瑪行星穿越小行星調查。

## 貢獻
小行星中心認為阿魯發現了24顆小行星，其中包括幾顆近地小行星以及一些小行星帶中的小行星。其中許多發現都是與美國天文學家埃莉諾·赫琳和肯尼斯·勞倫斯合作完成的。
他也共同發現了兩顆週期彗星—117P/赫琳-羅馬-阿魯彗星和132P/赫琳-羅馬-阿魯彗星。
小行星4104以他的名字命名。

## 外部連結
- Alu's Personal Home Page